# Azovo
Azovo (in russo Азово?) è un villaggio dell'oblast' di Omsk, in Russia, nella parte sud della Siberia Occidentale. È il centro amministrativo del distretto Azovskij nemeckij nacional'nyj (distretto nazionale tedesco di Azovo).
Si trova 46 km a sud-ovest di Omsk.